# Parmelinopsis afrorevoluta
Parmelinopsis afrorevoluta är en lavart som först beskrevs av Krog & Swinscow, och fick sitt nu gällande namn av Elix & Hale. Parmelinopsis afrorevoluta ingår i släktet Parmelinopsis och familjen Parmeliaceae.   Inga underarter finns listade i Catalogue of Life.
I den svenska databasen Dyntaxa används istället namnet Hypotrachyna afrorevoluta för samma taxon.  Arten är reproducerande i Sverige.